# Doctrină politică
Doctrinele politice s-au constituit, relativ recent, ca disciplină distinctă în domeniul științelor politice. 
De altfel, însuși statutul științelor politice s-a determinat abia în a doua jumătate a secolului al XlX-lea, în contextul unor ample dezbateri privitoare la specificul investigațiilor asupra condiției umane în raport cu cele asupra naturii .
Doctrine politice grup de discipline politologice ar corespunde construcțiilor teoretice de "rang mediu" întrucât, pornind de la un anumit dat empiric tind să se ridice la nivelul unor generalizări cu grad de valabilitate limitat. Astfel, se constitue discipline politico-juridice cum sunt: dreptul constituțional și administrativ, studiul relațiilor internaționale, al culturilor politice, comparatismul politic, sociologi?, politicii, etc.
întrebarea ce se naște privește locul studiului doctrinelor politice între disciplinele politologice, specificul doctrinologiei politice atât în raport cu onticul politic cât și cu mișcarea internă a doctrinelor politice (unele față de altele sau înăuntrul fiecăreia). Exegeza doctrinelor politice este obligată să se constitue pe mai multe planuri care se întrepătrund, pentru a putea exprima cât mai adecvat:
- specificul vieții politice dintr-o țară sau din mai multe țări, într-o anumită conjunctură istorică, generator al unei anumite doctrine sau al unui anumit dinamism doctrinar (conflicte tipice între doctrine, achiziții teoretice în raport cu practica politică, schimbări de idei și teze între doctrine);
- contextul   cultural   al   manifestărilor   doctrinare, tradiția constituită în legătură cu anumite valori și idealuri politice, specifice unei comunități umane, față de care nu este posibilă înțelegerea continuității doctrinelor politice precum și a capacității lor de a dialoga cu alte experiențe doctrinale;
- gradul de expresivitate al doctrinelor politice în raport cu identitatea istorico-culturală și politică a unei comunități;
- influența doctrinelor politice asupra vieții politice reale, anduranța acestei influențe precum și profunzimea ei, exprimată   de   natura   transformărilor   care   se   realizează conștient, de către agenții politici care o împărtășesc. Studiul   doctrinelor   politice    (numit   de    A.    Carpinschi doctrinologie politică) se va structura deci pe mai multe planuri: ontologic, epistemic, axiologic, praxiologic, fiecare

Doctrine politice

construcțiile de filosofic politică;
- ideea că în viața politică reală faptele politice sunt caracterizate de un amestec, în cele mai felurite proporții, între obiectiv și subiectiv, între individual și colectiv, între momentele afectiv, cognitiv, volitiv și axiologic ce caracterizează personalitatea individuală și colectivă. Ca urmare, orice abordare a onticului politic este legată de o anumită înțelegere a naturii umane, a esenței omului, deci de o anumită circumscriere a politicii în cadre mai largi, de ordin cultural.